# QRFPR
QRFPR (англ. Pyroglutamylated RFamide peptide receptor) – білок, який кодується однойменним геном, розташованим у людей на короткому плечі 4-ї хромосоми.  Довжина поліпептидного ланцюга білка становить 431 амінокислот, а молекулярна маса — 49 488.
| 10         |  | 20         |  | 30         |  | 40         |  | 50         |
| ---------- |  | ---------- |  | ---------- |  | ---------- |  | ---------- |
| MQALNITPEQ |  | FSRLLRDHNL |  | TREQFIALYR |  | LRPLVYTPEL |  | PGRAKLALVL |
| TGVLIFALAL |  | FGNALVFYVV |  | TRSKAMRTVT |  | NIFICSLALS |  | DLLITFFCIP |
| VTMLQNISDN |  | WLGGAFICKM |  | VPFVQSTAVV |  | TEILTMTCIA |  | VERHQGLVHP |
| FKMKWQYTNR |  | RAFTMLGVVW |  | LVAVIVGSPM |  | WHVQQLEIKY |  | DFLYEKEHIC |
| CLEEWTSPVH |  | QKIYTTFILV |  | ILFLLPLMVM |  | LILYSKIGYE |  | LWIKKRVGDG |
| SVLRTIHGKE |  | MSKIARKKKR |  | AVIMMVTVVA |  | LFAVCWAPFH |  | VVHMMIEYSN |
| FEKEYDDVTI |  | KMIFAIVQII |  | GFSNSICNPI |  | VYAFMNENFK |  | KNVLSAVCYC |
| IVNKTFSPAQ |  | RHGNSGITMM |  | RKKAKFSLRE |  | NPVEETKGEA |  | FSDGNIEVKL |
| CEQTEEKKKL |  | KRHLALFRSE |  | LAENSPLDSG |  | H          |  |            |

A: Аланін

C: Цистеїн

D: Аспарагінова кислота

E: Глутамінова кислота

F: Фенілаланін

G: Гліцин

H: Гістидин

I: Ізолейцин

K: Лізин

L: Лейцин

M: Метіонін

N: Аспарагін

P: Пролін

Q: Глутамін

R: Аргінін

S: Серин

T: Треонін

V: Валін

W: Триптофан

Кодований геном білок за функціями належить до рецепторів, g-білокспряжених рецепторів, білків внутрішньоклітинного сигналінгу. 
Задіяний у такому біологічному процесі як поліморфізм. 
Локалізований у клітинній мембрані, мембрані.